# Zlatin dnevnik
Zlatin dnevnik je knjiga Zlate Filipović, koja je tijekom pisanja bila djevojčica iz Sarajeva za vrijeme njegove opsade. 
Dnevnik je počela ubrzo nakon polaska u peti razred. Prva priča opisuje odlazak na Jahorinu. Rat je počeo malo prije njenog jedanaestog rođendana 3. prosinca 1991. U dnevniku je opisivala događanja tijekom dvije godine — nestanke električne energije, smrt prijatelja i bombardiranja, za vrijeme kojih se s obitelji skrivala u podrum, u kojem su na kraju provodili najveći dio vremena. Međutim, zbog nedostatka novaca, Zlatini su majka i otac radili, pa je ona nerijetko ostajala sama u kući, uplašena i zabrinuta za sebe i svoje rođake i prijatelje. Bijesna zbog smrti svojih bližnjih i sukobom uopće, Zlata je napisala: Prestanite pucati, mir, mir, mir! U posljednjoj poruci Mimi od 17. listopada 1993., otkriva i statističke podatke koje je čula — 590 granata od pola pet ujutro; šestoro mrtvih; 56 ranjenih; mislim da smo sami u ovom paklu.
Reporterka Janine Di Giovanni, koja je Zlatu srela 1993. i napisala predgovor za knjigu, opisala je Zlatu kao Annu Frank Sarajeva, jer Zlatin dnevnik, kao i Dnevnik Anne Frank, opisuje doživljaje strahota rata prožete dječjom čednošću. Također je dodala da je dodatna sličnost i to što su oba sukoba djelomično motivirana rasizmom i etničkim razlikama.
Male sarajevske novine su knjigu 1993. neslužbeno izdale pod nazivom Zlatin dnevnik kao poklon čitateljima. Zlata je tako postala poznata u Sarajevu, pa su je i novinari stranih novinskih agencija intervjuirali.